# GJB3
Connexin 31 ist ein Protein, das vom Gen GJB3 kodiert wird. Es gehört zur Familie der Connexine, die – zusammengelagert zum Hexamer – die Connexone bilden, aus denen letztendlich die Gap Junctions (Zellverbindungen) hervorgehen. Mutationen in diesem Gen können zu Taubheit oder Erythrokeratodermia variabilis, einer Hautkrankheit, führen. Connexin 31 interagiert mit Consortin.
Die Proteinstruktur ist typisch für die von Connexinen und enthält unter anderem eine Ansammlung von drei Cystein-Resten in jeder extrazellulären Schleife.